# ToolTalk
ToolTalk — механизм межпроцессного взаимодействия, разработанный Sun Microsystems (SunSoft), обеспечивающий взаимодействие приложений друг с другом во время исполнения. Приложения, поддерживающие ToolTalk, посылают сообщения на сервер ToolTalk, который перенаправляет их соответствующим процессам-получателям. Изначально фреймворк ToolTalk был доступен в SunOS и Solaris; потом он использован в Common Desktop Environment и стал частью других Unix-подобных систем, а также OpenVMS.
ToolTalk был вытеснен системой D-Bus.